# Amphilepis mobilis
Amphilepis mobilis is een slangster uit de familie Amphilepididae.
De wetenschappelijke naam van de soort werd in 1904 gepubliceerd door René Koehler.